# Чангелія Владислав Ельдарович
Владисла́в Ельда́рович Чанге́лія (нар. 31 серпня 1988) — український футболіст, грав на позиції воротаря.

## Клубна кар'єра
Вихованець футбольної школи київського «Арсенала». На дорослому рівні дебютував 2004 року у складі команди «Арсенал-2» (Київ), згодом грав за команду київських «канонірів» у турнірі дублерів.
2005 року приєднався до ужгородського «Закарпаття», у складі якого також виступав виключно за команду дублерів.
2007 року перейшов до київської «Оболоні», яка на той час змагалася у першій лізі чемпіонату України, відіграв за «пивоварів» три сезони і допоміг команді піднятись до еліти, проте втратив місце в основі і у сезоні 2009/10 виступав лише за молодіжну команду.
Влітку 2010 року перейшов у «Ниву» (Вінниця), у складі головної команди якої провів на полі в офіційних матчах лише 14 хвилин, вийшовши на заміну у програному вінничанами з рахунком 0:3 матчі проти «Закарпаття».
Під час зимового міжсезоння сезону 2010-11 перебував на оглядинах в київському «Арсеналі», за результатами яких зміг зацікавити тренерський штаб команди і уклав з цим клубом, в якому свого часу розпочинав футбольну кар'єру, трирічний контракт (за схемою 2+1). Проте в «Арсеналі» лише захищав ворота молодіжної команди і влітку 2012 року на правах вільного агента покинув «канонірів».
З 2012 по 2015 рік виступав за аматорські клуби в Угорщині. Восені 2015 року провів 2 матчі за аматорський клуб «Олімп» у чемпіонаті міста Києва.
Наприкінці лютого 2016 року став гравцем грузинського клубу Першої ліги «Одіші-1919» (Зугдіді). 2017-го року проходив оглядини у київській «Оболоні», але котракт підписаний не був через хворобу Владислава. Після чого Чангелія завершив кар'єру і став іструктором з йоги, паралельно виступаючи на аматорському рівні у ролі нападника.

## Виступи за збірні
Протягом 2003—2004 років викликався до табору юнацької збірної команди України U-16, у складі якої провів дві офіційні гри — проти однолітків з Латвії та Болгарії.